# Verklärung des Herrn (Le Faouët)

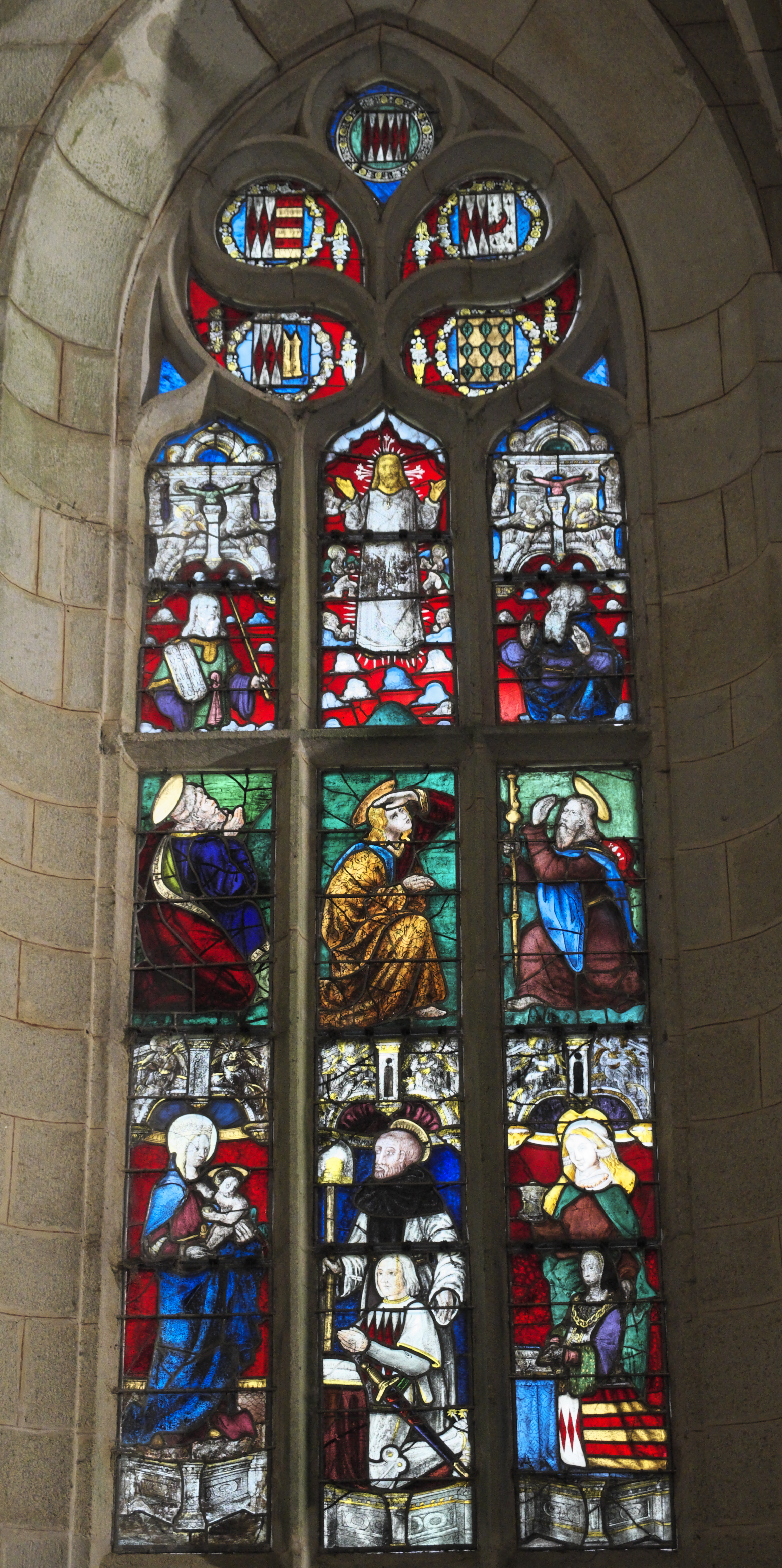
Fenster Verklärung des Herrn in Le Faouët

Das Fenster Verklärung des Herrn in der katholischen Kapelle Ste-Barbe in Le Faouët, einer französischen Gemeinde im Département Morbihan in der Region Bretagne, wurde zwischen 1510 und 1515 geschaffen. Das Bleiglasfenster wurde 1906 als Monument historique in die Liste der geschützten Objekte (Base Palissy) in Frankreich aufgenommen.
Das Fenster, das die Verklärung des Herrn darstellt, wurde von einer unbekannten Werkstatt geschaffen. Es wurde von Louis de Boutteville (im Fenster ganz unten mittig dargestellt, daneben steht der heilige Fiacrius mit einer Schaufel) und seiner Frau Jeanne du Chastel (ganz unten rechts dargestellt, daneben die heilige Maria Magdalena) gestiftet. Unten links neben dem Stifter steht die Madonna mit Kind auf einer Schlange.
Links oben ist Moses mit den Gesetzestafeln und rechts von Jesus der Prophet Elija zu sehen. Darunter sind die Apostel Petrus (links), Johannes (Mitte) und Jakobus (rechts) dargestellt. Bei den Restaurierungen in den Jahren 1912 und 1956 wurden Teile des Fensters ergänzt.
Im Maßwerk sind die fünf Allianzwappen der Stifterfamilie, die alle bei einer Restaurierung fast vollständig erneuert wurden, zu sehen.
Neben dem Fenster Verklärung des Herrn sind noch drei weitere Fenster aus der Zeit der Renaissance in der Kapelle Ste-Barbe und fünf weitere in der Kapelle St-Fiacre erhalten (siehe Navigationsleiste).